# Karolien Grosemans
Karolien Grosemans (Herk-de-Stad, 9 maart 1970) is een Belgisch Vlaams-nationalistisch politica voor N-VA.

## Levensloop
Ze studeerde in 1992 af als licentiaat in de Germaanse Filologie aan de Katholieke Universiteit Leuven. Zij gaf van 1993 tot 2010 Nederlands, Engels en Duits aan de derde graad van de Sint-Martinusscholen, campus Amandina.
Bij de lokale verkiezingen van oktober 2006 stond ze in Herk-de-Stad op de 12e plaats op de kieslijst van CD&V-Nieuw. Na de gemeenteraadsverkiezingen werd ze begin 2007 lid van de OCMW-raad van de stad en in 2009 maakte ze als opvolgster van voormalig CD&V-schepen Willy Geerdens haar intrede in de gemeenteraad. Tevens werd ze in 2008 ondervoorzitter van het provinciaal bestuur van de N-VA.
Bij de Vlaamse verkiezingen van juni 2009 stond ze op de vierde plaats op de N-VA-kieslijst voor de kieskring Limburg, ze werd echter niet verkozen. Ze behaalde 6.647 voorkeurstemmen. Bij de federale verkiezingen van juni 2010 werd ze van op de derde plaats op de kieslijst wel verkozen en deed ze haar intrede in de Kamer van volksvertegenwoordigers. Ze behaalde 16.949 voorkeurstemmen en werd actief in de commissie Defensie. Als Kamerlid legde ze zich toe op de thema's legeraankopen en investeringen in defensie, welzijn en de medische sector. Bij de verkiezingen van mei 2014 raakte ze herkozen in de Kamer. In de legislatuur 2014 - 2019 was ze er voorzitter van de Kamercommissie Defensie. Ook was ze van 2015 tot 2024 lid van de Parlementaire Assemblee van de NAVO.
Voor de lokale verkiezingen van oktober 2012 was ze lijsttrekker voor de kieslijst N-VA-Nieuw, ze werd verkozen met 1.374 voorkeurstemmen en aangesteld als OCMW-voorzitter en schepen van sociale zaken. Na de gemeenteraadsverkiezingen van 2018 belandde N-VA in de oppositie van Herk-de-Stad, waarna Grosemans nog tot eind 2024 gemeenteraadslid van de stad bleef. Bij de gemeenteraadsverkiezingen van oktober 2024 werd zij opnieuw herkozen in de gemeenteraad van Herk-de-Stad, maar ze besloot haar mandaat niet op te nemen.
Begin november 2013 kwam Grosemans in het nieuws met een verhaal dat een van haar e-mails zou zijn gelezen op de Amerikaanse legerbasis Fort Huachuca, Arizona. In dit fort huist de 111th Military Intelligence Brigade en Netcom. Door anderen dan haar expert werd dit echter als nonsens afgedaan.
Bij de verkiezingen in mei 2019 kreeg ze de tweede plaats op de Limburgse lijst voor het Vlaams Parlement. Grosemans werd verkozen met 17.264 voorkeurstemmen en was van oktober 2019 tot juni 2024 voorzitter van de commissie Onderwijs, alsook lid van de commissie Landbouw, Visserij en Plattelandsbeleid. Ook werd ze als deelstaatsenator naar de Senaat gestuurd, een functie die ze eveneens bleef uitoefenen tot in juni 2024. 
Bij de Vlaamse verkiezingen van 9 juni 2024 werd Grosemans vanop de derde plaats van de lijst herkozen in het Vlaams Parlement, met een persoonlijke score van 15.241 stemmen. In haar tweede legislatuur als Vlaams Parlementslid werd zij vast lid van de commissies Onderwijs en Buitenlands Beleid, Europese Aangelegenheden en Internationale Samenwerking. Sinds januari 2025 is Grosemans tevens secretaris van het Bureau van het Vlaams Parlement. Sinds januari 2025 is ze lid van het Europees Comité van de Regio's.
Grosemans woont in Schulen. Zij is gehuwd en moeder van twee kinderen.